# Nová Cerekev
Nová Cerekev là một chợ huyện thuộc huyện Pelhřimov, vùng Vysočina, Cộng hòa Séc.